# Economía circular en el Perú
La economía circular en el Perú es un modelo de producción y consumo que busca reducir el desperdicio, optimizar el uso de recursos y minimizar la contaminación mediante prácticas de reciclaje, reutilización y recuperación de materiales. A su vez implica compartir, arrendar, reutilizar, reparar, renovar y reciclar los materiales y productos existentes durante el mayor tiempo posible.

## Contexto histórico y político

#### Inicios de conciencia ambiental en el Perú
- 1989: Perú adopta el Convenio de Basilea, comprometiéndose a controlar los movimientos transfronterizos de residuos peligrosos y a minimizar sus efectos en la salud humana y el medio ambiente. El cual entró en vigor en 1992.[1]
- 1993: Se crea el Consejo Nacional del Ambiente (CONAM), primera institución pública dedicada a la gestión ambiental en el país. Su objetivo principal fue coordinar y promover políticas de sostenibilidad a nivel nacional.[2]
- 1997: El gobierno implementa el Programa de Manejo de Residuos Sólidos en respuesta a la creciente acumulación de basura, especialmente en zonas urbanas. Este programa buscaba mejorar la recolección y disposición de residuos en las principales ciudades.
- 1999: El Ministerio de Energía y Minas introduce normativas para regular las emisiones de la industria minera, uno de los sectores con mayor impacto ambiental en el país. Se implementan planes de mitigación de contaminación en proyectos mineros.

#### Creación del Ministerio del Ambiente (MINAM) y Políticas Nacionales
La creación del Ministerio del Ambiente en 2008 marcó un hito en la estructura institucional para la sostenibilidad en Perú. El MINAM comenzó a desarrollar políticas ambientales de mayor alcance, y en 2009 se estableció la Política Nacional del Ambiente, cuyo objetivo era mejorar la gestión de residuos y la protección de recursos naturales.
- 2000: Perú suscribió los Objetivos de Desarrollo del Milenio (ODM) de la ONU, comprometiéndose a mejorar la calidad ambiental, reducir la pobreza y promover la equidad. Esta adhesión impulsaron la creación de políticas para enfrentar desafíos ambientales.[4]
- 2006: El Congreso de la República aprueba la Ley General del Ambiente, marco normativo que establece los principios para la protección ambiental en Perú, incluyendo medidas sobre biodiversidad, aire, agua y suelo.[5]
- 2008: Se crea el Ministerio del Ambiente (MINAM), reemplazando al CONAM y consolidando la gestión ambiental a nivel nacional. Esta institución tuvo como objetivo central la formulación de políticas de desarrollo sostenible y la promoción de la educación ambiental.[6]
- 2009: El MINAM lanza el Programa de Ecoeficiencia en el sector público, promoviendo prácticas sostenibles en las instituciones gubernamentales, como el ahorro de energía, reducción de papel y manejo adecuado de residuos.[7]
- 2010: Se establece el Programa Nacional de Conservación de Bosques, una iniciativa clave para la protección de la biodiversidad amazónica, en respuesta a la creciente deforestación en la región.[8]

La sostenibilidad ambiental en Perú ha cobrado importancia desde los años 2000, con el crecimiento de la conciencia ecológica y la adopción de políticas ambientales. Estos esfuerzos han sentado las bases para la economía circular, enfocándose en áreas como el manejo de residuos y la gestión de recursos hídricos en sectores productivos como el agrícola y el manufacturero.

### Políticas y legislaciones previas
- Inicio de los 90's: Durante esta época, el Perú implementó lineamientos generales para la gestión ambiental, aunque no existía un marco legal estructurado. Se promovió una mayor responsabilidad en la explotación de recursos y se sentaron las bases para lo que, se convertiría en una política ambiental más completa.
- Ley de Bases para el Uso de los Recursos Naturales (Ley N° 26821 - 1997): Es uno de los primeros marcos legales concretos que buscó regular el uso sostenible de los recursos naturales en el Perú. Se enfocó en temas como la conservación de recursos hídricos y la protección del ambiente en el proceso de explotación de recursos. También es la primera en ofrecer un marco legal amplio y coherente sobre la gestión de recursos naturales.[9]
- Estrategia Nacional de Cambio Climático (2003): Perú adoptó esta estrategia para reducir sus emisiones de gases de efecto invernadero y mitigar los efectos del cambio climático. Fomenta prácticas de eficiencia de recursos y reducción de residuos, conceptos que se alinean con los principios de la economía circular. Su objetivo se basa en promover políticas sostenibles en sectores clave de la economía peruana para disminuir la huella de carbono, incorporando prácticas que luego influirían en el enfoque hacia una economía circular.[10]
- Ley General del Ambiente (Ley N° 28611 - 2005): Promulgada en 2005, es una de las normativas fundamentales, la cual sentó bases para la gestión ambiental del Perú. Aunque su enfoque principal no era la economía circular, esta ley introdujo principios importantes sobre la sostenibilidad y la gestión de residuos. Primero se promueve que los productores sean responsables de los impactos ambientales generados por sus productos a lo largo de todo su ciclo de vida. Y segundo establece medidas para reducir el impacto ambiental de las actividades productivas, incentivando prácticas sostenibles que luego serían fundamentales para la economía circular.[11]
- Política Nacional del Ambiente (2009): Esta política fue un hito en el desarrollo de la conciencia ambiental en el Perú. Se creó para integrar la gestión sostenible en diversos sectores de la economía, con un enfoque en el uso racional de los recursos naturales. Fomenta el uso eficiente de recursos y la reducción de residuos, principios que alinean con la circularidad y preparan su camino.[12]
- Gestión Integral de Residuos Sólidos (Ley N° 27314 - 2000 y su actualización en 2016): La Ley de Residuos Sólidos estableció un marco para reducir, reutilizar y reciclar residuos en todo el país. Actualización en 2016, esta actualización de la ley incluyó disposiciones más específicas sobre la separación en la fuente, la recolección selectiva y el reciclaje, alineándose con prácticas de economía circular. Esta normativa ha incentivado la creación de programas de reciclaje y el desarrollo de una industria de manejo de residuos, pasos fundamentales para una economía circular.[13]
- Plan Nacional de Acción Ambiental (PLANAA) 2011-2021: El PLANAA estableció metas ambientales para la gestión de recursos y el control de la contaminación, y aunque su alcance es amplio, muchas de sus iniciativas impulsan una mayor eficiencia en el uso de recursos y la reducción de residuos. Sirvió como un marco de referencia para las políticas y proyectos relacionados con la economía circular, integrando estos principios en los objetivos ambientales del país.[14]

## Normativa actual e iniciativas en el Perú

### Normativas actuales
- Hoja de Ruta Nacional de Economía Circular al 2030: Desarrollada por el Ministerio del Ambiente (MINAM), es un marco estratégico para integrar los principios de la economía circular en los sectores económicos del Perú. Sus objetivos principales incluyen reducir los impactos ambientales negativos, promover el diseño de productos y servicios más sostenibles, e impulsar la innovación tecnológica en industrias clave para optimizar recursos y fomentar la circularidad.[15]
- Coalición Nacional de Economía Circular (Perú País Circular): Creada en 2021, esta iniciativa reúne al sector público, privado, y la sociedad civil para fomentar prácticas sostenibles. Entre sus funciones destaca la creación de incentivos para el sector privado, como exoneraciones tributarias, elaboración de lineamientos para integrar la economía circular en políticas públicas, y el impulso de la educación y sensibilización sobre economía circular, promoviendo la participación activa de la ciudadanía.[16]
- Ley de Gestión Integral de Residuos Sólidos (Ley N.º 27314): Esta normativa es un pilar clave en la implementación de la economía circular. La actualización de 2016 incluyó el fomento del reciclaje inclusivo a través de la formalización de recicladores, la promoción de sistemas de responsabilidad extendida del productor (REP), y disposiciones para facilitar el compostaje y el tratamiento de residuos orgánicos, esenciales para sectores como la agroindustria.[13]
- Reglamento de Ecoeficiencia en el sector público (Decreto Supremo N.º 009-2009-MINAM): Este reglamento establece prácticas obligatorias de ecoeficiencia en entidades públicas, como la reducción del consumo de papel y energía, y el manejo adecuado de residuos. Aunque su enfoque inicial fue interno, ha servido como ejemplo para empresas privadas que buscan alinearse con estas medidas.[7]

### Iniciativas
- Programa “Negocios Sostenibles: Una economía circular e inclusiva”: Impulsado por la cooperación de la Unión Europea, este programa busca integrar prácticas circulares en las pequeñas y medianas empresas (MIPYMES) de Perú. Entre sus logros destacan diseño de modelos de negocio basados en la reutilización y reciclaje de materiales, capacitación técnica para empresas en la optimización de recursos y reducción de residuos, y financiamiento a proyectos innovadores, como envases biodegradables y sistemas de aprovechamiento de agua en la agricultura.[17]
- Plataforma Nacional de Innovación en Economía Circular (PNIEC): Esta plataforma conecta a universidades, centros de investigación, y empresas para desarrollar soluciones tecnológicas que fomenten la circularidad.[18]
- Proyectos de Economía Circular en la Agricultura: El sector agrícola ha implementado prácticas circulares como uso de residuos orgánicos para producir fertilizantes naturales, sistemas de riego eficientes que reutilizan aguas residuales tratadas, y cooperativas agrícolas que integran cadenas de valor sostenibles, minimizando el desperdicio en la cosecha y el transporte.[15]
- Economía Circular en la Construcción: El sector construcción ha avanzado en, la recuperación de materiales de demolición para su uso en nuevas obras, diseño de edificios modulares que permiten una mayor reutilización de componentes al final de su vida útil e innovaciones como el uso de concreto reciclado y ladrillos ecológicos.[19]
- Iniciativa “Ciudades Circulares”: Liderada por el MINAM, esta propuesta busca implementar modelos de economía circular en grandes ciudades como Lima, Arequipa y Trujillo. esta iniciativa busca sistemas integrados de reciclaje y compostaje, promoción de movilidad sostenible con vehículos eléctricos y sistemas de bicicletas compartidas y el desarrollo de mercados para productos reciclados, creando un ciclo económico local basado en la sostenibilidad.[20]

## Desafíos
Aunque el Perú ha dado pasos significativos hacia la adopción de la economía circular, enfrenta barreras estructurales, sociales, económicas y regulatorias que dificultan su implementación efectiva.
1. Infraestructura inadecuada: El país carece de una infraestructura suficiente para la gestión integral de residuos sólidos, el reciclaje y la reutilización. Muchas regiones no cuentan con plantas de reciclaje, vertederos controlados o sistemas de separación de residuos en origen, lo que limita la capacidad de implementar procesos circulares.[21]
2. Baja inversión en innovación y tecnología: El desarrollo y adopción de tecnologías limpias y eficientes es aún limitado, especialmente en sectores como la agricultura, la manufactura y la minería. Las pequeñas y medianas empresas (MIPYMES), que representan la mayoría del tejido empresarial peruano, enfrentan dificultades para acceder a recursos financieros para invertir en tecnología circular.[22]
3. Falta de incentivos económicos: No existen suficientes mecanismos financieros o fiscales que promuevan la adopción de prácticas sostenibles, como exoneraciones tributarias para empresas que reciclan o reutilizan materiales. Esto desincentiva a los empresarios que consideran el cambio hacia un modelo circular como costoso a corto plazo.[23]
4. Débil regulación y cumplimiento: Aunque existen leyes y normativas en favor de la sostenibilidad, su aplicación es desigual debido a la falta de supervisión efectiva y a la débil coordinación entre los gobiernos locales, regionales y nacionales. Esto genera brechas en la implementación de políticas ambientales y en la promoción de modelos circulares.[24]
5. Dependencia de sectores extractivos: La economía peruana se basa significativamente en industrias como la minería y la agricultura, que tradicionalmente operan bajo un modelo lineal. Transitar hacia prácticas circulares en estos sectores implica desafíos relacionados con costos, resistencia al cambio y cumplimiento de estándares internacionales.[25]